# Chutes Gibbon
Les chutes Gibbon (en anglais : Gibbon Falls) sont une chute d'eau située sur la rivière Gibbon dans le parc national de Yellowstone, au Wyoming aux États-Unis.
Elles sont situées à 7,6 km en aval de la confluence entre les rivières Firehole et Gibbon à Madison Junction. Elles ont une hauteur de 24 m.
Les chutes ont été décrites pour la première fois par William Henry Jackson en 1872. Il n'existe aucun document historique indiquant l'origine de leur nom, mais elles était régulièrement appelées chutes Gibbon dès le milieu des années 1880 dans les rapports gouvernementaux et commerciaux du parc.
Les chutes constituent une barrière naturelle à la migration, dénuant ainsi la partie amont de la rivière Gibbon de poissons. En 1890, les premières truites arc-en-ciel sont introduites en amont des chutes. En 1920, des ombres arctiques, originaires des rivières Gibbon et Madison, sont introduites dans le lac Grebe, au niveau de la source de la rivière Gibbon. Aujourd'hui, les chutes bloquent toujours les migrations des poissons, mais la partie supérieure de la rivière est devenue un lieu de pêche à la truite grâce à ces introductions.

## Galerie

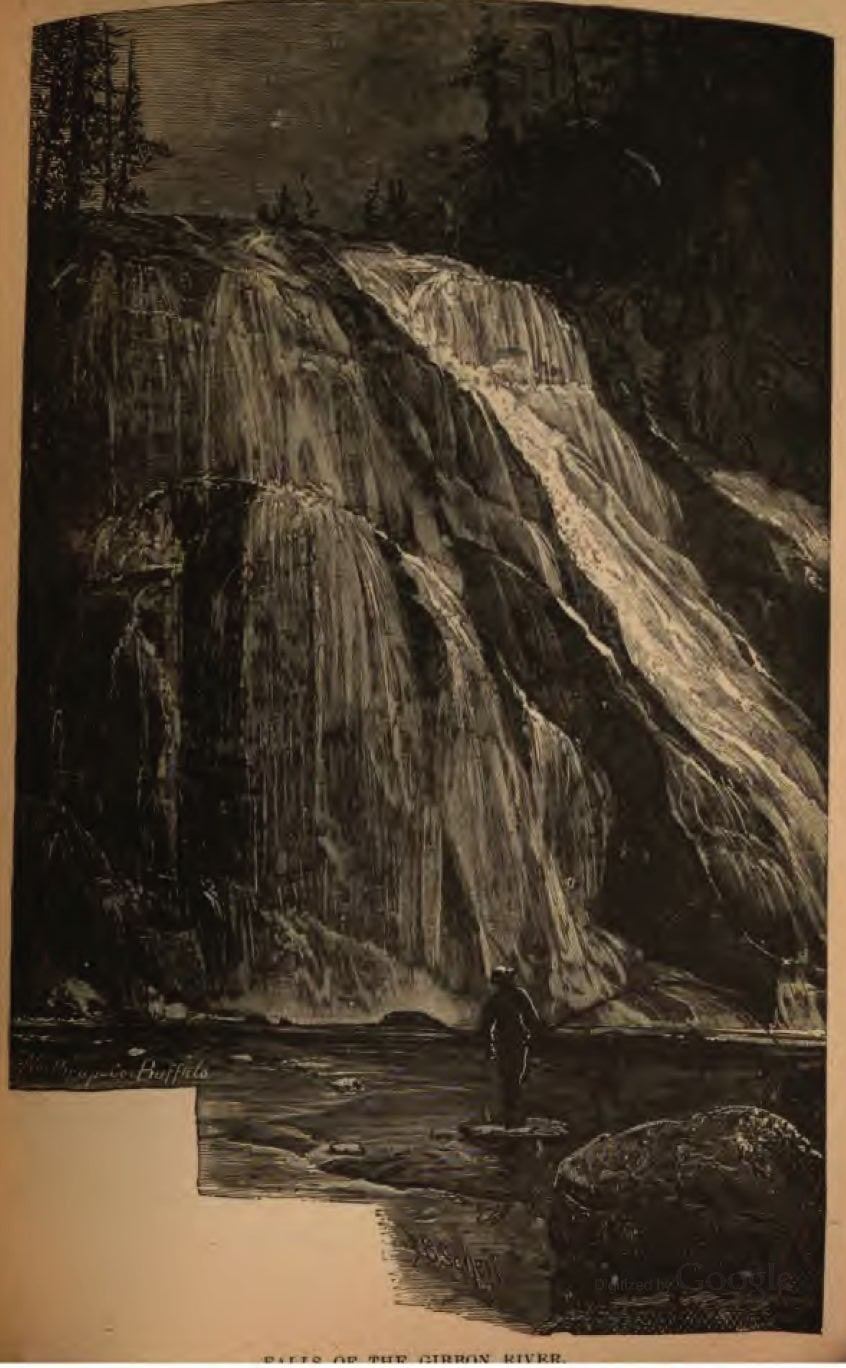
Chutes Gibbon, 1883[5].
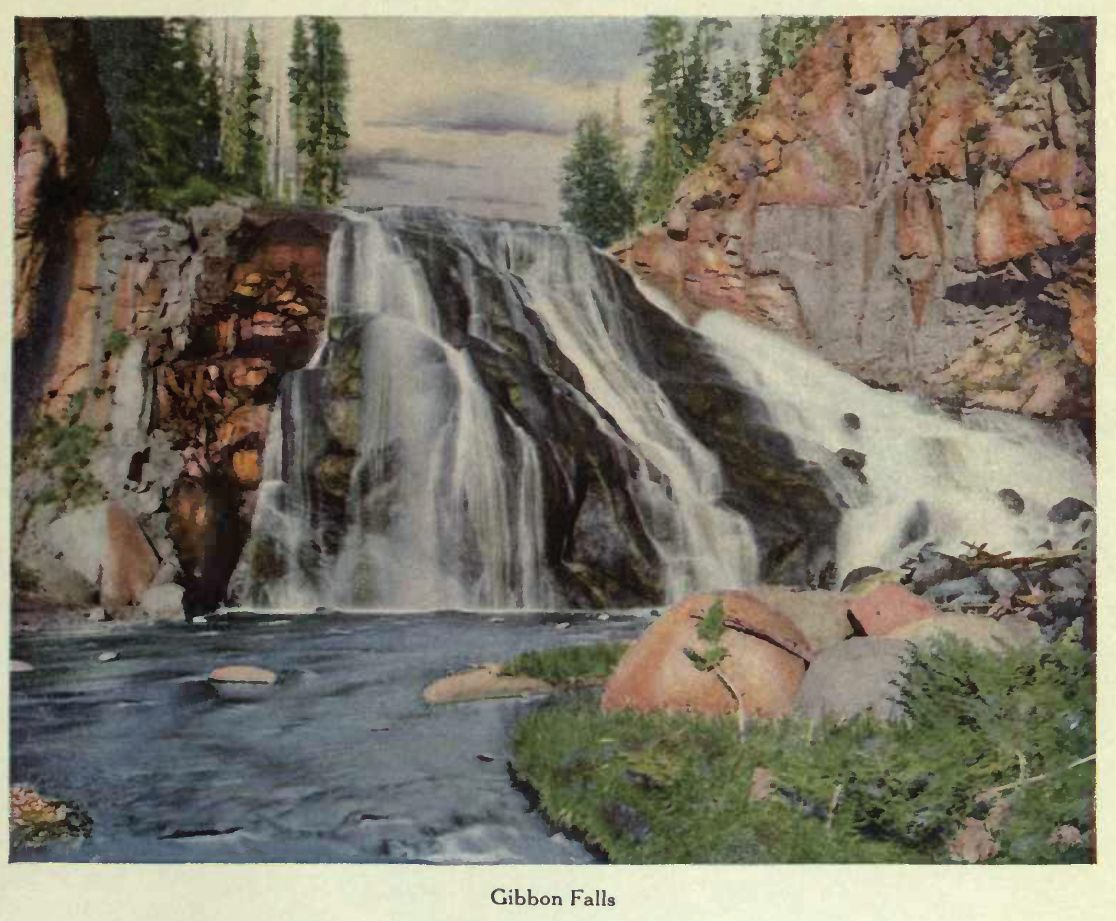
Chutes Gibbon, Frank Jay Haynes, 1910[6].
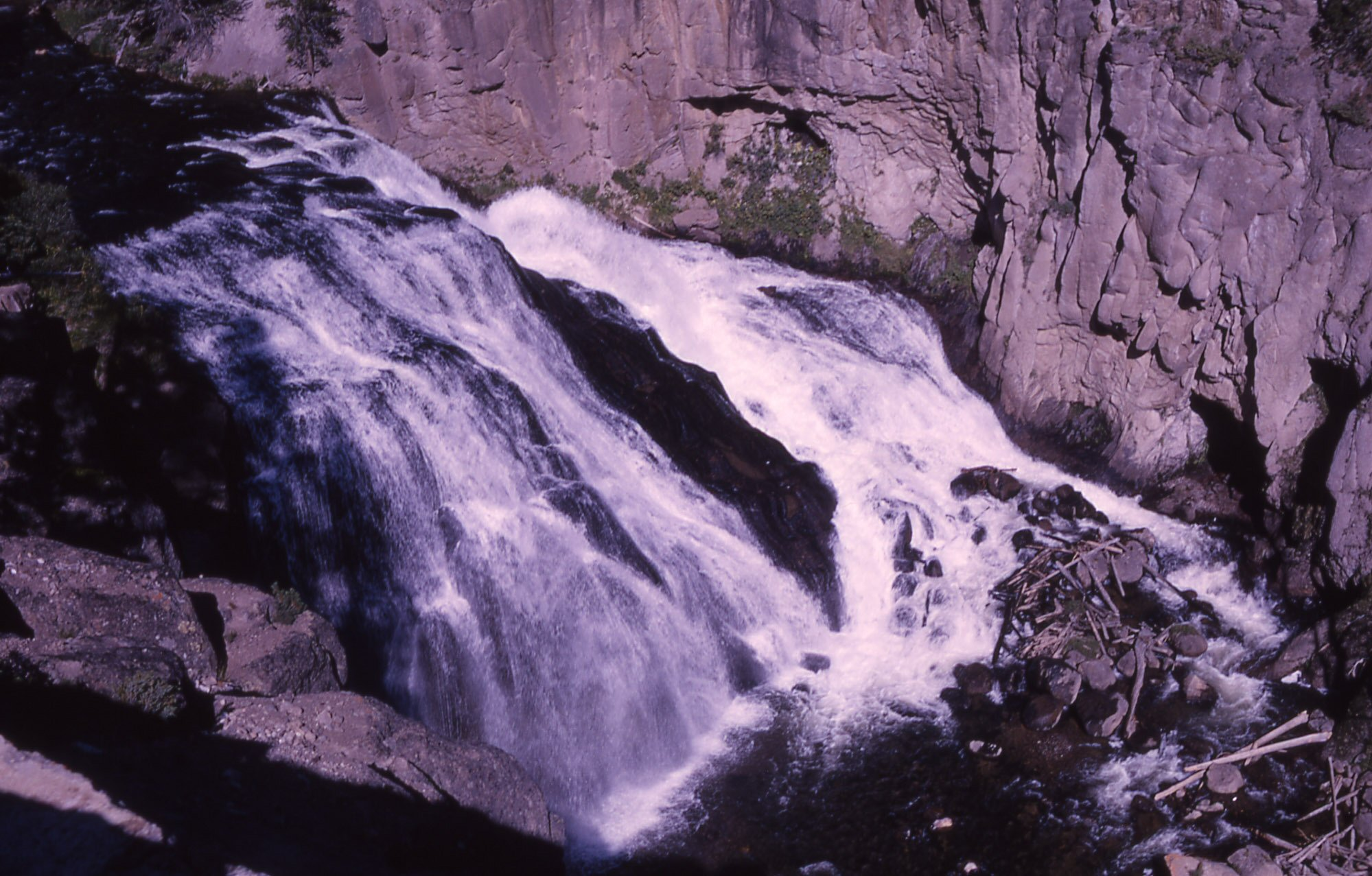
Chutes Gibbon, 1965.
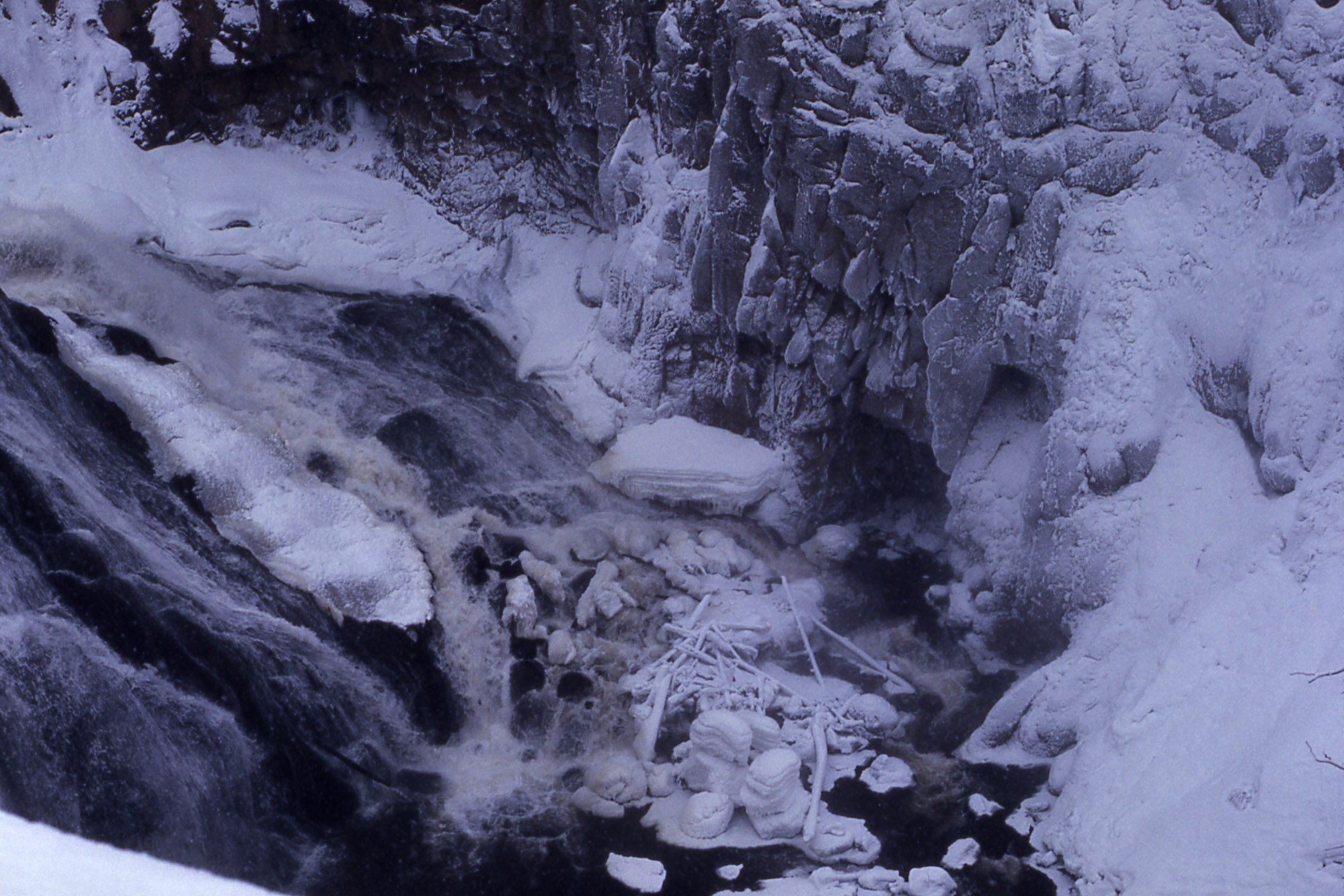
Chutes Gibbon en hiver, 1969.
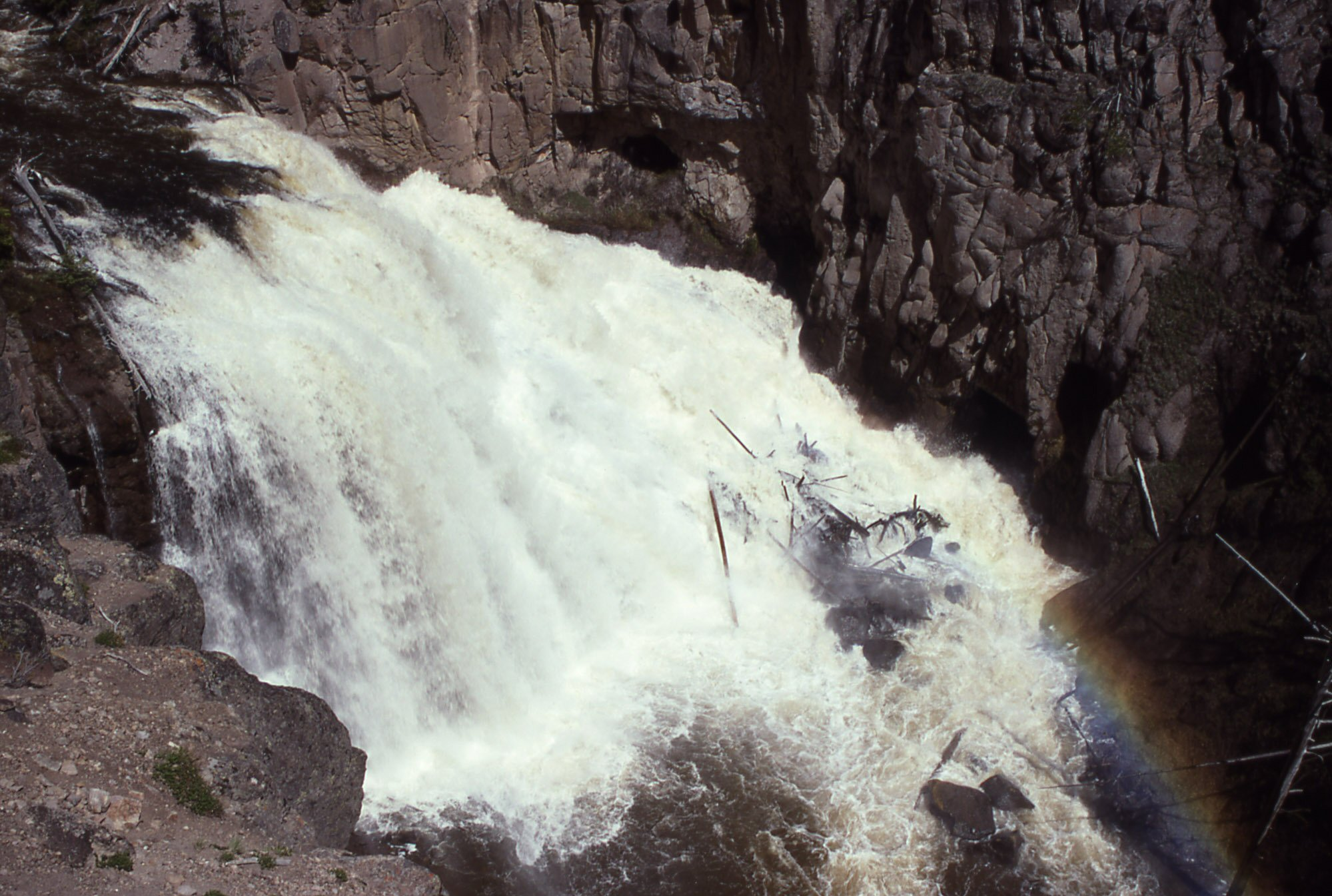
Chutes Gibbon au printemps après la fonte des neiges, 1993.
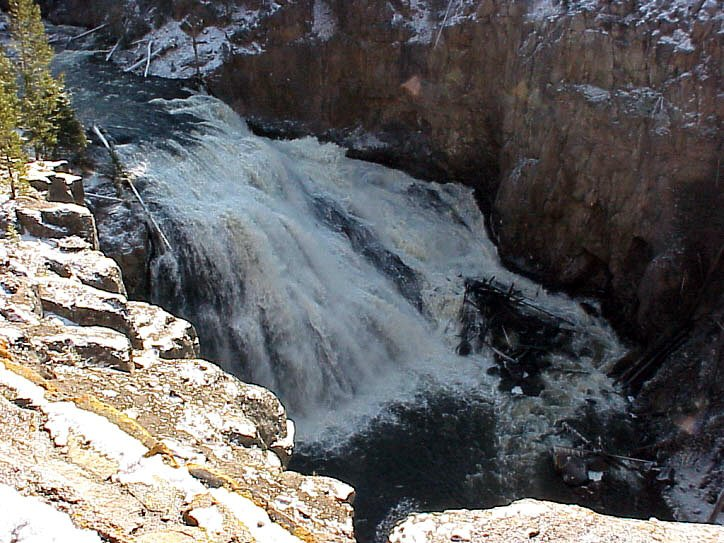
Chutes Gibbon, mai 2003.